# Куба: Отечество или смърт
„Куба: Отечество или смърт“ (на руски: Родина или смерть) е руски документален филм от 2011 г. на руския режисьор от украински произход Виталий Мански.
Филмът е заснет в Куба през 2009 – 2010 г. Това е първият филм на режисьора, който проследява съвременните диктаторски режими чрез думите на кадрите и героите си, като не влага политически коментари. Главната сюжетна линия е политическият лозунг в Куба „Отечество или смърт!“ („Patria o Muerte!“).
Премиерата на филма в Русия е на 28 юли 2011 г. по време на фестивала „Кино без граници“, световната му премиера е на 10 март 2012 г.